# 浅尾祥正
浅尾 祥正（あさお よしまさ）は、日本のゲームクリエイター（ディレクター、アートディレクター、デザイナー、シナリオライター、収録ディレクター）。

## 経歴
法政大学文学部を卒業。ソニー・コンピュータエンタテインメント（Zealsoft）、クレイジーゲーム、キャビア、AQインタラクティブに在籍していた。現在は株式会社ゲームスタジオに在籍している。

## 人物
LORD of VERMILION III以降、同シリーズのディレクターとして主要な世界設定、ストーリー、カードのフレーバーテキスト、キャラクターの台詞脚本を執筆している。
2016年にLORD of VERMILION Re:3にて行われた『使い魔BINGOキャンペーン』で発表された、シリーズ初のキャラクターソング『くりむぞん☆LoVE』では作詞・作曲を担当、その他同シリーズの一部キャラクターデザインも担当している。

## 主な作品

### ゲーム
- どこでもいっしょ追加ディスク こねこもいっしょ（2000年） - デザイナー
- ベアルファレス（2000年） - デザイナー
- Cry On[6]（2005年発表、開発中止） - ディレクター[7]
- ドラゴンクエスト 少年ヤンガスと不思議のダンジョン（2006年） - ディレクター、アートディレクター、シナリオライター
- バカとテストと召喚獣 for mixi（2010年） - ディレクター[8]
- LORD of VERMILION Re:2（2011年） - 製作[9]
- LORD of VERMILION III（2013年） - ディレクター、アートディレクター、シナリオライター、収録ディレクター
- LORD of VERMILION III Arc-Cell（2014年） - ディレクター、シナリオライター、収録ディレクター
- LORD of VERMILION III Twin Lance（2014年） - ディレクター、シナリオライター、収録ディレクター
- LORD of VERMILION III Chain Gene（2015年） - ディレクター、シナリオライター、収録ディレクター
- LORD of VERMILION ARENA（2015年） - シリーズ世界観監修
- LORD of VERMILION Re:3（2015年） - ディレクター、アートディレクター、シナリオライター、収録ディレクター
- LORD of VERMILION Re:3 Dear Servant（2016年） - ディレクター、シナリオライター、収録ディレクター
- LORD of VERMILION Re:3 Dear Servant　SAVIOUR OF THE 13 SWORDS（2016年） - ディレクター、シナリオライター、収録ディレクター
- LORD of VERMILION Re:3 Dear Servant　KEEPER OF THE 13 KEYS（2016年） - ディレクター、シナリオライター、収録ディレクター
- LORD of VERMILION IV（2017年） - ディレクター、アートディレクター、シナリオライター、収録ディレクター
- LORD of VERMILION IV 血晶事変（2017年） - ディレクター、シナリオライター、収録ディレクター
- LORD of VERMILION IV 血晶事変  [RenatuS]（2018年） - ディレクター、シナリオライター、収録ディレクター

### アニメ
- 『ロード オブ ヴァーミリオンIII』スペシャルアニメ（2015年） - 総監修[10]

### 小説
- 『小説　LORD of VERMILION IV‐ O Brave New World ‐』[11]